# Arbeitsgericht Schlochau
Das Arbeitsgericht Schlochau war ein Gericht der Arbeitsgerichtsbarkeit mit Sitz in Schlochau.

## Geschichte
Gemäß Arbeitsgerichtsgesetz vom 23. Dezember 1926 wurden in Deutschland Arbeitsgerichte gebildet. Diese waren nur in der ersten Instanz organisatorisch selbstständige Gerichte, die Landesarbeitsgerichte waren den Landgerichten zugeordnet. Am Landgericht Schneidemühl entstand so 1927 das Landesarbeitsgericht Schneidemühl als eines von zwei Landesarbeitsgerichten im Bezirk des Oberlandesgerichtes Marienwerder. In Schlochau entstand das Arbeitsgericht Schlochau. Sein Sprengel umfasste die Bezirke der Amtsgerichte Baldenburg, Hammerstein, Preußisch Friedland und Schlochau. Es bestand eine gemeinsame Kammer für Arbeiter und Angestellte und eine Kammer für Handwerk.
Nach der Besetzung Deutschlands durch die Alliierten wurden 1945 die Deutschen vertrieben und die Geschichte des Arbeitsgerichtes Schlochau endete.